# W78

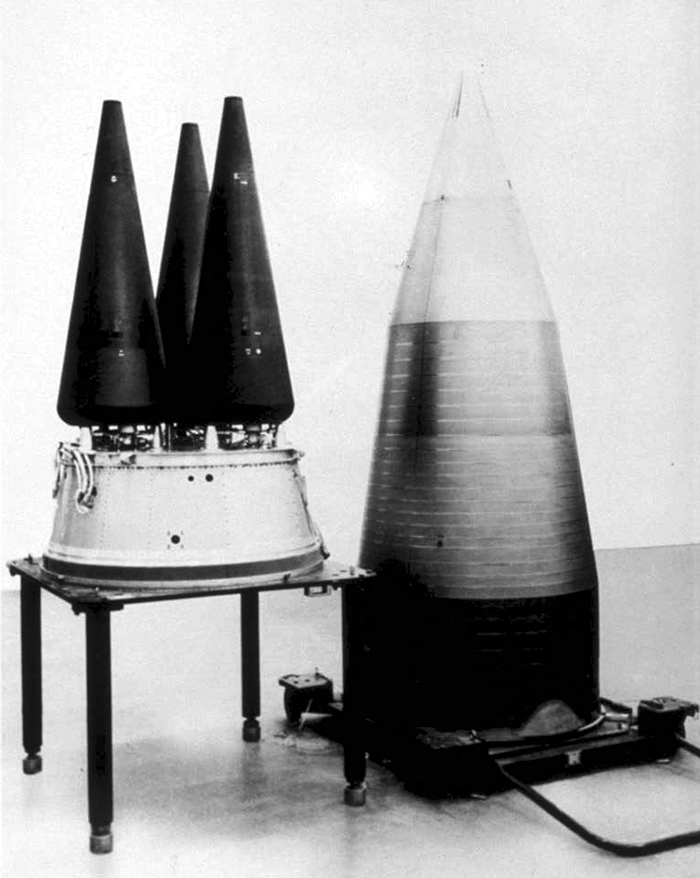
3 véhicules de rentrée Mark 12A contenant les charges explosives W78 (à gauche) sont contenues sous la coiffe du missile Minuteman III (à droite).

La W78 est une ogive thermonucléaire américaine. En service sur la plupart des ICBM LGM-30G Minuteman III en 2007, elle est embarquée dans le véhicule de rentrée Mark 12A.

## Description
Les premiers Minuteman III contenaient des W62. À partir de décembre 1979, 300 ogives W78 sont déployées à l'intérieur de 100 missiles (à raison de 3 unités par missile selon la technique du mirvage). Des documents américains déclassifiés indiquent que 1 083 ogives W78 ont été produites.
La W78 a été développée au Laboratoire national de Los Alamos à partir de 1974. Certains spéculent que son explosion se déroule en deux phases. La première phase fait appel aux principes énoncés par Teller et Ulam pour la conception de la première bombe H. La deuxième s'appuie sur les principes de fusion nucléaire développés lors de la conception de la W50.
La puissance explosive officielle de la W78 se situe entre 335 et 350 kilotonnes.
Les dimensions de la W78 sont inconnues, mais 3 entrent dans le véhicule de rentrée Mark 12A, en forme de cône ayant un diamètre à la base de 21,3 pouce soit 541 mm et une hauteur de 71,3 pouces soit 1811,02 mm. Son poids se situerait entre 700 et 800 livres soit entre 317 et 363 kg. On peut donc imaginer une centaine de kilogrammes pour cette ogive (ce qui se rapproche de la masse de l'ogive W62 qui la précède).
La W78 contient un explosif à fort pouvoir détonant qui est sensible aux chocs et au feu. En conséquence, elle est vue comme une bombe nucléaire dangereuse à manipuler et ne peut être transportée par la voie des airs, sauf si aucune autre voie de transport n'est possible.